# Гюнтер, Вильгельм
Вильгельм Гюнтер (нем. Wilhelm Günther; 21 апреля 1899, Эрменрод, Фельдаталь, Германская империя — 1945) — бригадефюрер СС и генерал-майор полиции, руководитель СС и полиции на Волыне и Подолье.

## Биография
Вильгельм Гюнтер родился 21 апреля 1899 года. Участвовал в Первой мировой войне. После войны служил в рейхсвере в подразделении связи. Впоследствии изучал электротехнику. Из-за шпионской деятельности во время Рурского конфликта был приговорён французским военным трибуналом к тюремному заключению.
1 мая 1932 года вступил в НСДАП (билет № 1094209) и в том же году — в СС (№ 69638). С марта 1933 по апрель 1935 года состоял в роте связи, входившей в XI абшнит СС в Висбадене. До апреля 1937 года Гюнтер был сотрудником СД в оберабшните СС «Рейн» и затем до ноября 1938 года был руководителем СД в оберабшните «Юго-восток». С октября 1939 по март 1941 года был инспектором полиции безопасности и СД в Штетине и впоследствии до 1942 года занимал такую же должность в Касселе.
С мая по август 1942 года был руководителем СС и полиции района «Горские народы - Орджоникидзе». С августа 1942 по 1944 год был руководителем СС и полиции на Волыни и в Подолье. С мая 1944 по февраль 1945 года был командиром полиции безопасности и СД в Триесте. До конца войны служил в штабе Главного управлении имперской безопасности (РСХА). Гюнтер был признан умершим после окончания войны.

## Звания
- Унтерштурмфюрер СС: апрель 1935;
- оберштурмфюрер СС: январь 1936;
- гауптштурмфюрер СС: апрель 1936;
- штурмбаннфюрер СС: январь 1938;
- оберштурмбаннфюрер СС: сентябрь 1938;
- штандартенфюрер СС: сентябрь 1939;
- оберфюрер СС: ноябрь 1941;
- бригадефюрер СС и генерал-майор полиции: апрель 1943.

## Награды
- Железный крест 2-го класса (1914)
- Нагрудный знак «За ранение» (1918)
- Земельный орден
- Пряжка к железному кресту 2-го класса
- Железный крест 1-го класса
- Крест «За военные заслуги» 2-го и 1-го класса с мечами
- Кольцо «Мёртвая голова»
- Медаль «За выслугу лет в CC»